# Futbol a Costa Rica
El futbol és l'esport més popular a Costa Rica. És dirigit per la Federació Costa-riquenya de Futbol.

## Història

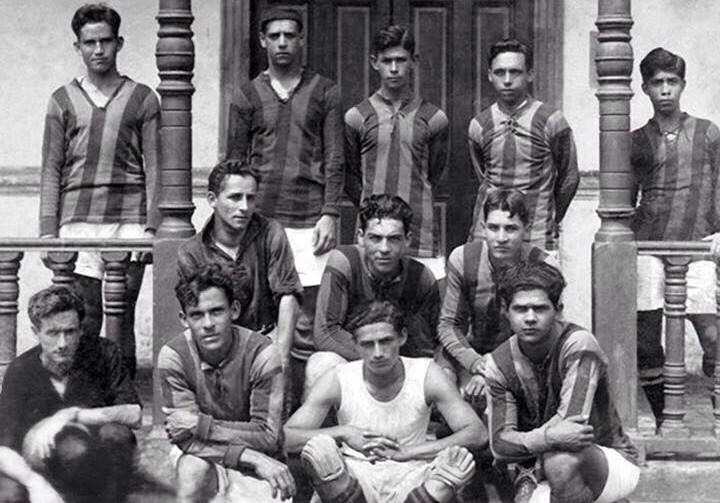
LD Alajuelense el 1928.

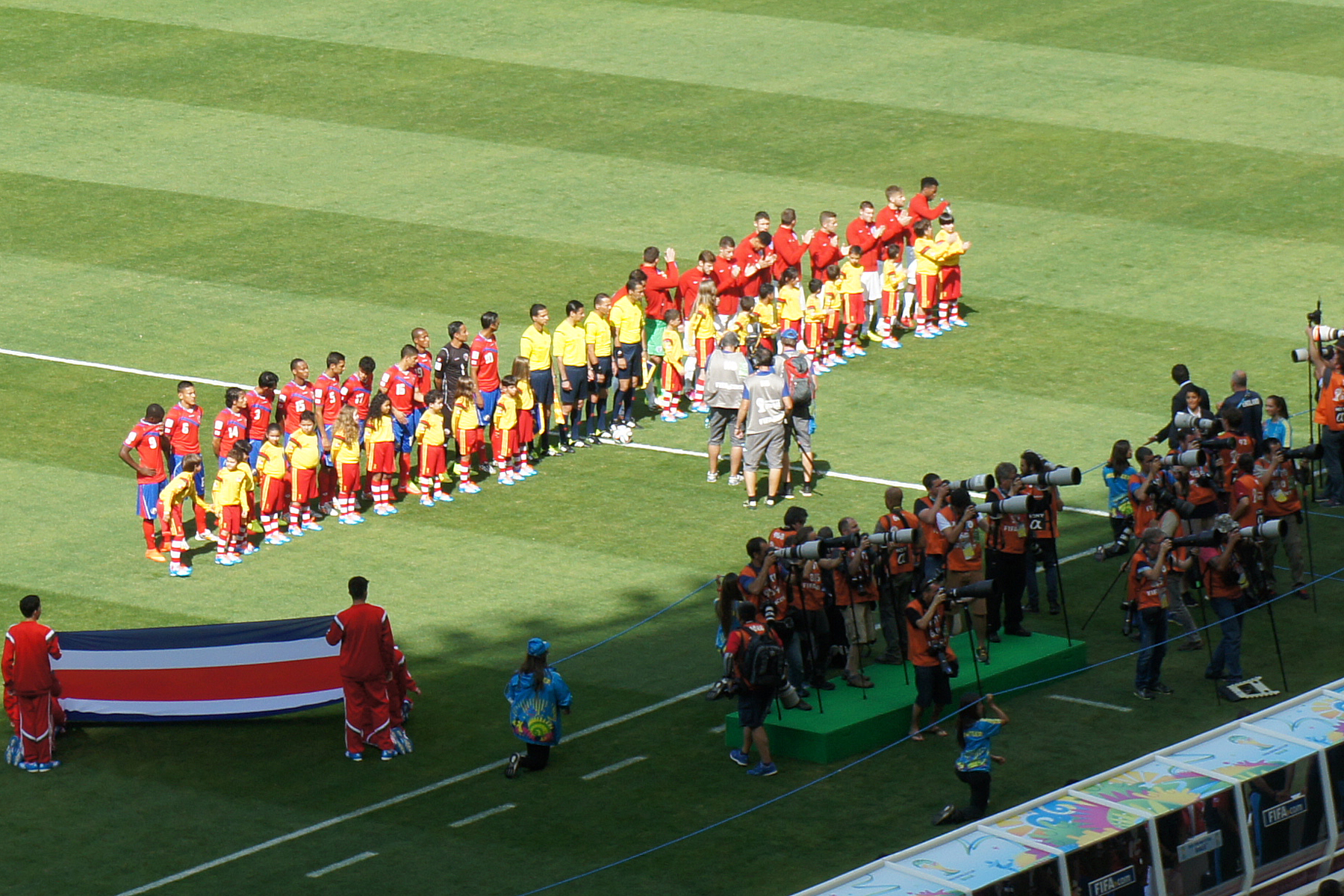
Selecció de Costa Rica contra Anglaterra a Brasil, el 2014.

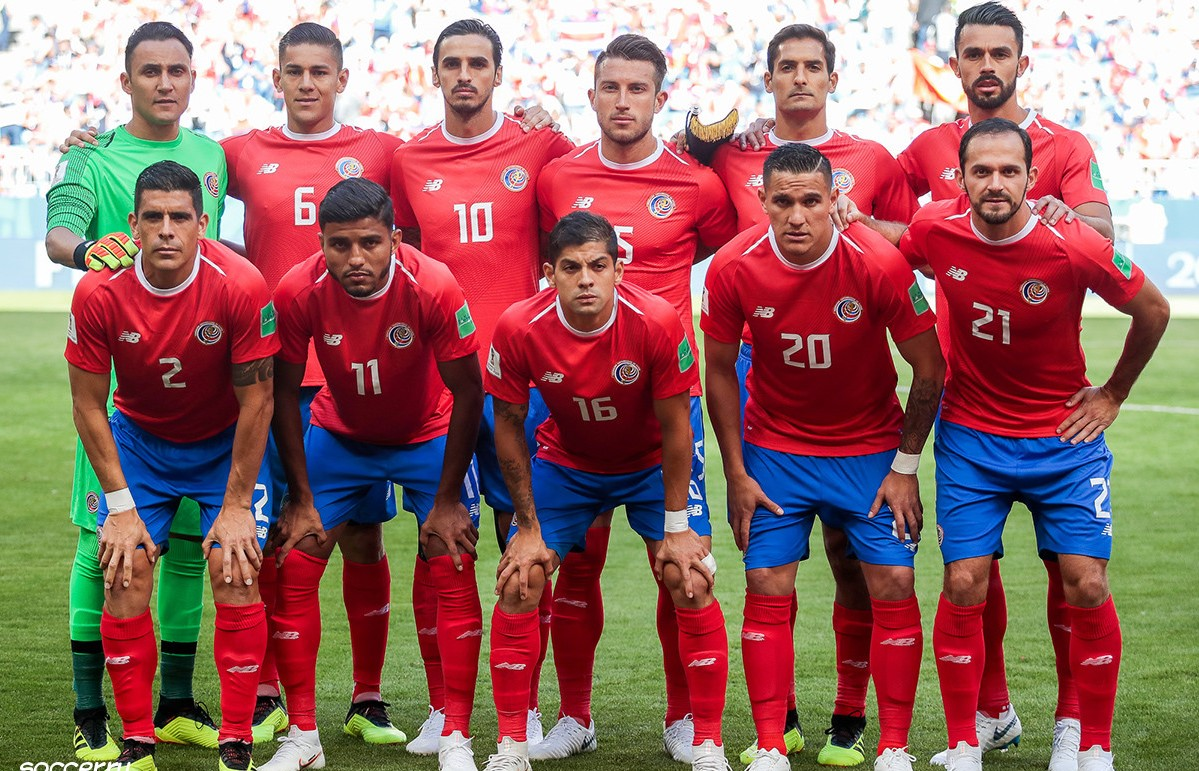
Selecció de Costa Rica el 2018.

El futbol va ser introduït a Costa Rica a finals de segle xix per estudiants costa-riquenys que havien aprés aquest esport en les seves estades a Europa. A més, entre el 1894 i el 1896 la pràctica incipient del futbol es va engegar de manera més organitzada a San José, quan els empresaris anglesos van arribar al país per instal·lar la línia ferroviària.
A començament de segle XX apareixen els primers clubs, com Club Sport El Josefino (1904), Club Sport Costarricense (1904), CS La Libertad (1905), Club Sport Cartaginés (1906), Club Sport El Invencible, Club Sport Monte Líbano i Club Sport Domingueño. Posteriorment aparegueren clubs com Sociedad Gimnástica Española (1911), LD Alajuelense (1919), CS Herediano (1921), UD Moravia (1922), CS México (1925), Orión FC (1926), Deportivo Saprissa (1935).
El 13 de juny de 1921 es va organitzar la Lliga Nacional de Futbol. La federació ingressà a la FIFA el 1927.

## Competicions
La primera divisió és organitzada per la Unión de Clubes de Fútbol de la Primera División (o UNAFUT).
- Lligues:
  - Liga FPD (primera divisió)
  - Liga de Ascenso (LIASCE) (segona divisió)
  - Torneo LINAFA (tercera divisió)

- Copes:
  - Copa costa-riquenya de futbol
  - Supercopa costa-riquenya de futbol

## Principals clubs
Principals clubs per palmarès de Costa Rica (2018).
- Deportivo Saprissa
- Liga Deportiva Alajuelense
- Club Sport Herediano
- Club Sport La Libertad
- Club Sport Cartaginés
- Orión Fútbol Club
- AD Municipal Puntarenas
- CS Uruguay de Coronado
- CF Universidad de Costa Rica
- Asociación Deportiva Carmelita
- Brujas Fútbol Club
- Club de Fútbol Liberia Mía
- AD Municipal Pérez Zeledón
- Puntarenas Fútbol Club
- CD Barrio México
- Limón Fútbol Club
- AD Municipal Turrialba
- Belén Fútbol Club

## Jugadors destacats
Fonts:
Des de 1920
- Rafael Ángel Madrigal
- Eladio Rosabal
- Ricardo Saprissa

Des de 1930
- Hernán Bolaños
- Santiago Bonilla
- Alejandro Morera Soto
- Jesús Rojas
- Salvador Soto
- Milton Valverde

Des de 1940
- Isaac Jiménez
- José Rafael Meza Ivancovich
- Alfredo Piedra
- Aníbal Varela

Des de 1950
- Alberto Armijo
- Hernán Alvarado
- Carlos Alvarado
- Mario Cordero
- Danilo Montero
- Mario Murillo
- Álvaro Murillo
- Edgar Quesada

Des de 1960
- Errol Daniels
- Wálter Elizondo
- Leonel Hernández
- Álvaro Grant McDonald
- Guido Peña Pol
- Juan Ulloa

Des de 1970
- Francisco Hernández
- Javier Jiménez

Des de 1980
- Evaristo Coronado
- Róger Flores
- Óscar Ramírez

Des de 1990
- Luis Gabelo Conejo
- Róger Gómez
- Rónald Gómez
- Erick Lonnis
- Hernán Medford
- Mauricio Solis

Des de 2000
- Walter Centeno
- Rolando Fonseca
- Luis Marín
- Gilberto Martínez
- Álvaro Saborío
- Michael Umaña
- Paulo César Wanchope

Des de 2010
- Christian Bolaños
- Celso Borges
- Joel Campbell
- Óscar Duarte
- Keylor Navas
- Bryan Ruiz

## Principals estadis

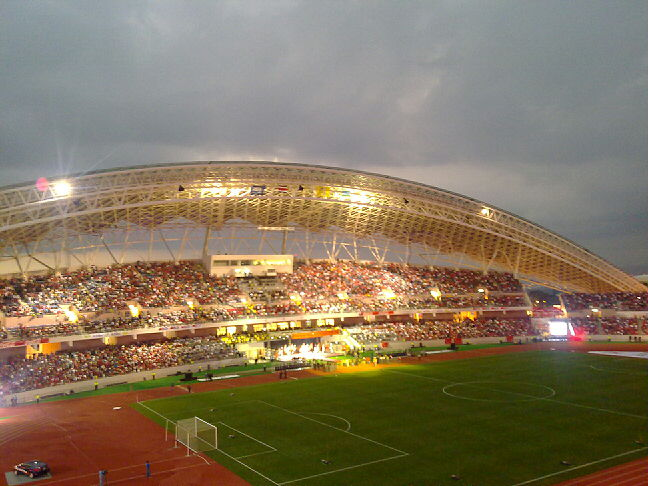
Estadi Nacional de Costa Rica.

| # | Estadi                                   | Seu      | Capacitat |
| - | ---------------------------------------- | -------- | --------- |
| 1 | Estadi Nacional de Costa Rica            | San José | 35.062    |
| 2 | Estadi Ricardo Saprissa                  | San José | 23.112    |
| 3 | Estadi Alejandro Morera Soto             | Alajuela | 17.895    |
| 4 | Estadi Eladio Rosabal Cordero            | Heredia  | 8.700     |
| 5 | Estadi José Rafael Fello Meza Ivankovich | Cartago  | 8.282     |